# 황동섭
황동섭(1977년 1월 1일~)은 대한민국의 음반 제작자, 연예 기획사 더그루브엔터테인먼트의 창립자이자 대표이사이다. 더그루브엔터테인먼트 소속의 빅마마 소울, 김재석, FIX등의 음반을 제작한 것으로 잘 알려져 있으며, 대표이사직을 맡고 있다.

## 학력 및 경력
- 2002년 에이치뮤직 대표이사
- 2008년~ 더그루브엔터테인먼트 대표이사
- 연세대학교 언론홍보 대학원

## 제작앨범
- 2011.06.15 최고의 사랑 OST
- 2011.06.15 빅마마 소울 [NOUVELLE] (Single)
- 2011. 5. 12 김재석 of wanted - 김재석
- 2010.08.04 로드넘버원 OST
- 2010.05.07 위기일발 풍년빌라 OST Part. 3
- 2010.02.19 마술모자 퍼레이드
- 2010.02.16 산부인과 OST
- 2010.02.10 Love Parade (Single) - 현아&박윤화
- 2009.09.03 Love Parade (Single) - 티맥스
- 2009.08.20 Love Parade (Single) - 김창렬
- 2008.09.19 THE LOVE
- 2007.03.05 1집 Ready` O - 레디오
- 2005.10.04 4집 Funkiest Family Juice - 프리스타일
- 2005.06.02 5집 두 번째 이야기의 시작 - MC한새
- 2004.07.13 3집 Free Style 3 -프리스타일
- 2003.09.06 4집 사랑이라고 말하는 마음의 병… - MC한새

## 공연
- 2011년 06.25~24 ‘바람이 스치는 날’ 빅마마 소울 신연아 단독콘서트
- 2011년 07.02~03 ‘김재석 of WANTED' 김재석 1th 단독콘서트